# Джабиров, Ибрагим
Ибраги́м Джаби́ров (род. 18 февраля 1946, Лениногорск, Восточно-Казахстанская область) — чеченский писатель, поэт и журналист, член Союзов писателей Чечни и России, член Союзов журналистов Чечни и России, Заслуженный работник культуры Чечено-Ингушской АССР, Заслуженный журналист Чеченской Республики, Заслуженный работник культуры Российской Федерации.

## Биография
Родился в депортации в Лениногорске (ныне Риддер, Восточно-Казахстанская область, Казахстан) в семье служащего. В 1966 году окончил механический факультет Грозненского нефтяного техникума. В 1968 году демобилизовался из армии, после чего работал на нефтегазовых предприятиях Чечено-Ингушетии. В 1970 году стал диктором Чечено-Ингушского телевидения. В 1976 году заочно окончил факультет журналистики Ростовского государственного университета.

## Творчество
Начал писать в конце 1970-х годов. Первые его публикации появились в шалинской районной газете. Затем стал публиковаться в республиканской прессе. Ранние произведения были посвящены родному краю, обычаям предков, красоте природы, любви. В последнее время писателя заинтересовала историческая тематика. Публикации этого периода посвящены, в частности, судьбе Эрис-хана Алиева (книга «Генерал Алиев»), Михаилу Лермонтову (роман «К последнему барьеру»), Александру Чеченскому (газетная публикация «Неистовый гусар»).

### на чеченском языке
- Іуьренан аьзнаш (с чеч. — «Утренние голоса»). Коллективный сборник стихов. Грозный, 1976.
- Къоначеран аьзнаш (с чеч. — «Голоса молодых»). Коллективный сборник стихов. Грозный, 1982.
- Вай хоржу некъ (с чеч. — «Дорога, которую мы выбираем»). Стихаш, поэма. Грозный, 1982.
- Заманан куьзга (с чеч. — «Зеркало времени»). Повесть, дийцарш, стихаш. 2018.

### на русском языке
- Родные силуэты. Исторические очерки. Грозный, 2011.
- Голос из былого. Избранное. Грозный, 2012.
- Генерал Алиев. Роман. Грозный, 2014.
- За стеной Кавказа. Роман. Грозный, 2014.
- Представление на расстоянии. Историко-публицистические очерки. Грозный, 2016.
- Тропой исторической памяти. Литературные исследования. Грозный, 2016.
- Джабиров Ибрагим. О чём молчат днестровские курганы // Молодёжная смена. — 2010. — № 18 (740) (3 марта).
- Джабиров Ибрагим. Неистовый гусар // Молодёжная смена. — 2010. — № 41 (763) (22 мая).
- Джабиров Ибрагим. Неистовый гусар // Молодёжная смена. — 2010. — № 45 (767) (5 июня).
- Джабиров Ибрагим. Неистовый гусар // Молодёжная смена. — 2010. — № 46 (768) (9 июня).